# Передворье
Передворье (укр. Передвір'я) — село в Яворовской городской общине Яворовского района Львовской области Украины.
Население по переписи 2001 года составляло 232 человека. Занимает площадь 0,64 км². Почтовый индекс — 81034. Телефонный код — 3259.

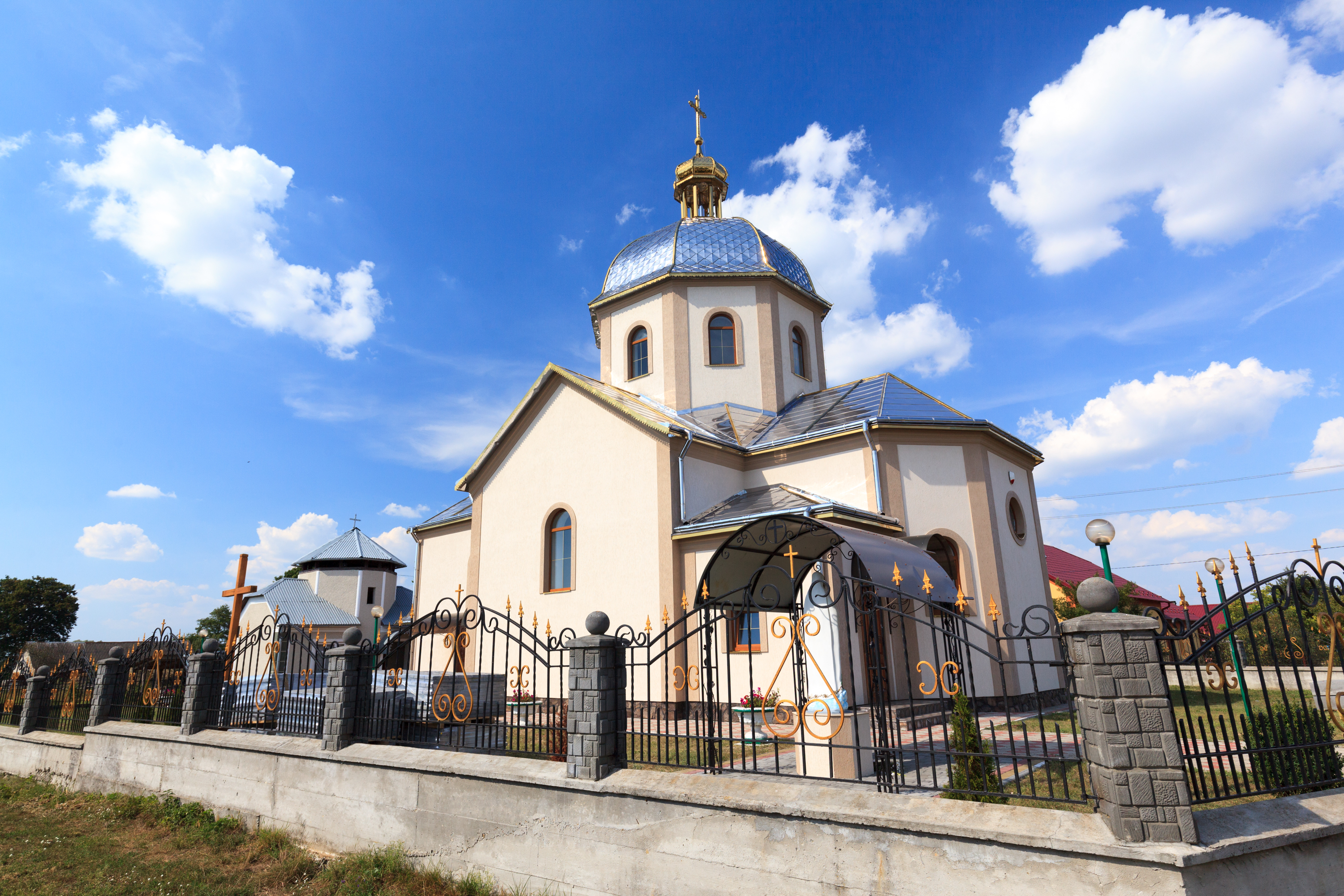
Церковь зачатия Иоанна Крестителя